# Mustelus sinusmexicanus
Espèce
Répartition géographique
Statut de conservation UICN

 DD  : Données insuffisantes
Mustelus sinusmexicanus est une espèce de requins.